# Художественная обработка кожи

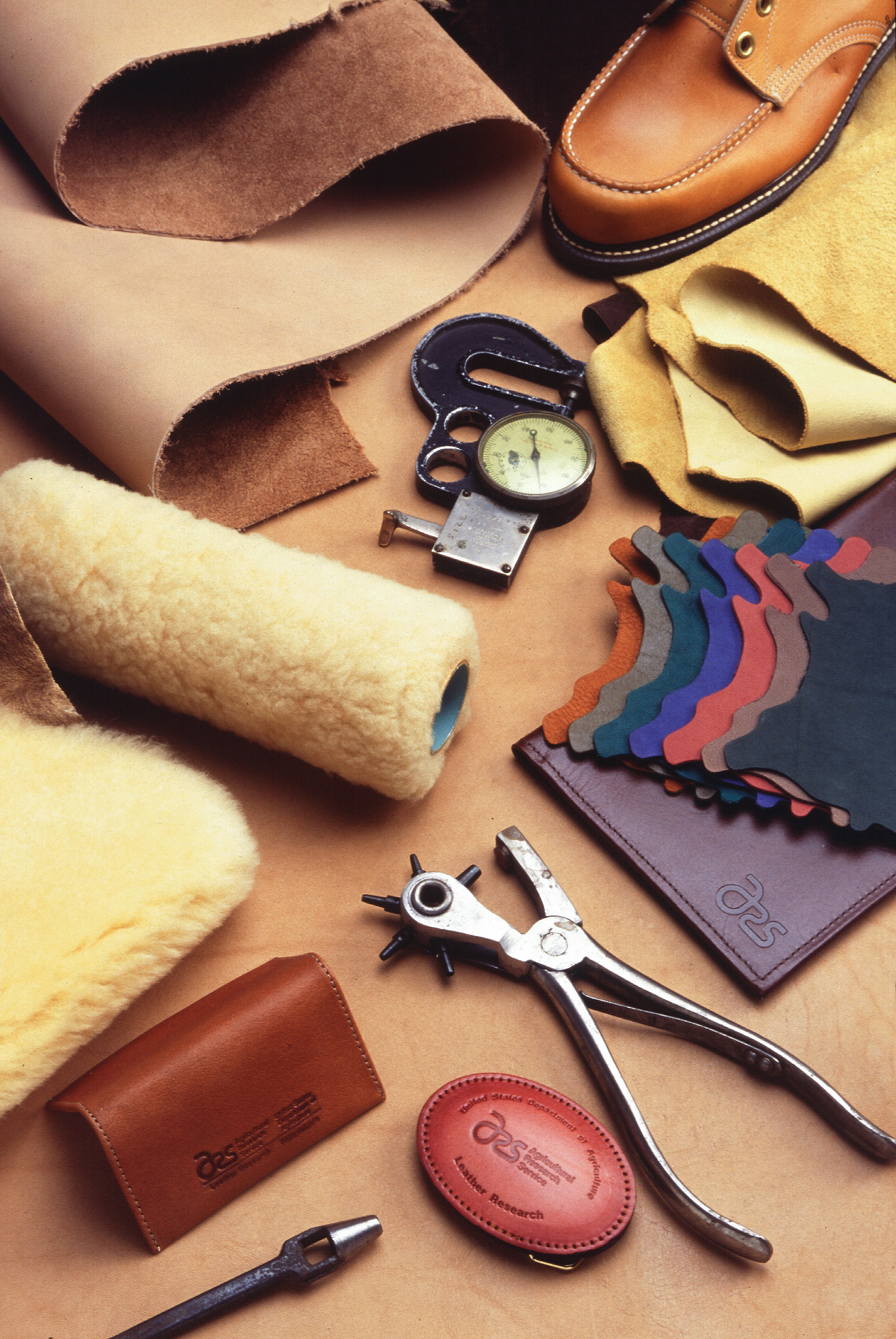
Кожа и различные инструменты для её обработки

Художественная обработка кожи — 1) Вид декоративно-прикладного искусства, изготовление из кожи различных предметов как бытового, так и декоративно-художественного назначения; 2) отрасль текстильной промышленности, декорирование одежды, обуви, кож-галантерейных изделий.

## История

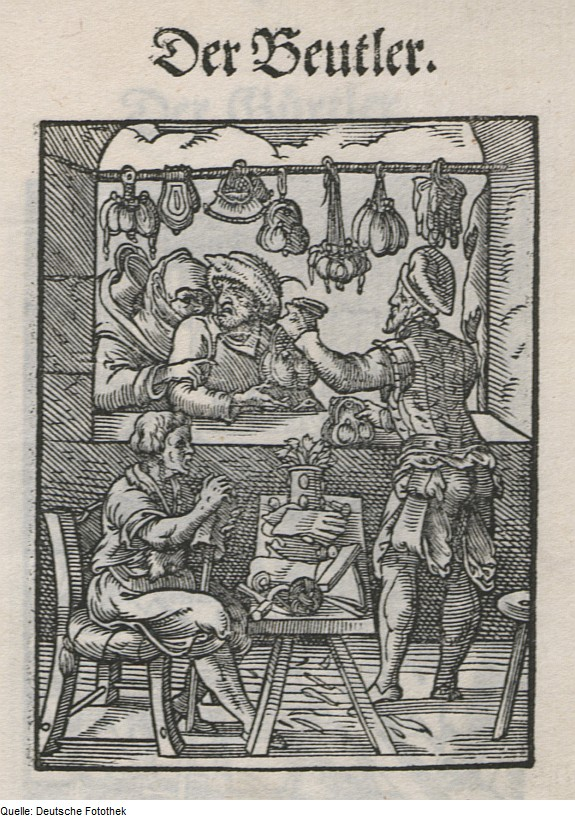
Кожевник. Немецкая гравюра.

История художественной обработки кожи восходит к каменному веку. Уже тогда появились одежды из шкур, первые утилитарные предметы — ремни, обматывающие древко копья, пояса, сумки. Пифагор упоминает о выполненных при помощи интарсии таблицах, применявшихся в обрядах египетских пирамид. Другой пример — созданные в технике интарсии византийские иконы (VIII—XII века), которые так понравились крестоносцам, что мода на кожаные обои, охватив всю Европу, продержалась более трёхсот лет. Широкую известность получили и так называемые «кордовские» кожаные обои.

## Приемы художественной обработки кожи
Существует множество приёмов и технологий обработки кожи. В зависимости от назначения изделия и в соответствии с художественным замыслом, эти приемы используются как по отдельности, так и в сочетаниях. Елена Решетникова, художник по обработке кожи, 2004:

То, что сегодня называется художественной обработкой кожи, появилось вместе с цивилизацией. Разные народы использовали кожу и украшали предметы из неё по-разному. В Европе вместе с книгопечатанием появилось тиснение, дамские сумки и пояса украшали аппликация и вышивка. На севере кожу отделывали мехом, а на Востоке её научились покрывать золотом. Кожаные одежда и обувь, мебель и обои, переплеты книг и ножны для оружия сопровождали человечество на протяжении всей его истории.

### Тиснение
Различают несколько видов тиснения. В промышленном производстве применяются различные способы штамповки, когда рисунок на коже выдавливается при помощи пресс-форм. При изготовлении художественных изделий также применяют штамповку, но используют наборные штампы и чеканы. Такой вид тиснения называют штампингом, т.е. нанесение на кожу узоров с помощью штампов для тиснения кожи. Таких штампов существует огромное количество и для каждого узора, а мастера подбирают себе штампы, которые им нужны. Для штампинга обычно используют кожу растительного дубления, все работы с кожей данного вида обычно проводятся вручную. Также выделяют еще один вид нанесения узоров на кожу - карвинг. Это ремесло славится на весь мир, но особенно распространено в США и называется - шеридан. Все изделия производятся вручную в стиле вестерн. Таким тиснением покрывают сапоги, сумки, кошельки и одежду.
Другой способ — тиснение с наполнением — вырезание из картона (лигнина) или кусочков шоры элементов будущего рельефа и подкладывание под слой предварительно увлажненной юфти, которую затем обжимают по контуру рельефа. Мелкие детали выдавливают без подкладки за счет толщины самой кожи. При высыхании она твердеет и «запоминает» рельефный декор. Термотиснение — выдавливание декора на поверхности кожи при помощи разогретых металлических штампов.

### Перфорация
Перфорация или высечка — один из древнейших приемов. Собственно он сводится к тому, что при помощи пробойников различной формы в коже высекаются отверстия, расположенные в виде орнамента. Этот прием используют и для создания сложных композиций наподобие витража или арабеска (например, в ювелирных украшениях, настенных панно и т. д.).

### Плетение
Плетение — один из способов обработки, заключающийся в соединении при помощи специальной техники нескольких полосок кожи. В ювелирных изделиях часто применяют элементы макрамэ, выполненные из «цилиндрического» шнурка. В сочетании с перфорацией плетение применяется для оплётки края изделий (используется для отделки одежды, обуви, сумок).

### Пирография
Пирография (выжигание) — приём новый, но с древней родословной. Видимо, первоначально выжигание по коже явилось побочным эффектом при термо-тиснении (первое упоминание в России с XII, а в Европе с XIII века), но затем широко применялось как самостоятельный приём. В классическом виде пирография представляет собой нанесение на поверхность плотной кожи (шоры, чепрака) различных орнаментов. Делалось это при помощи разогретых штампов из меди и применялось в основном для отделки конской упряжи. Современная пирография своими выразительными возможностями обязана изобретению выжигательного прибора (пирографа). При помощи пирографии можно наносить на кожу очень тонкие и сложные рисунки. Часто применяется в сочетании с гравировкой, росписью, тиснением при создании панно, украшений, изготовлении сувениров.

### Гравировка

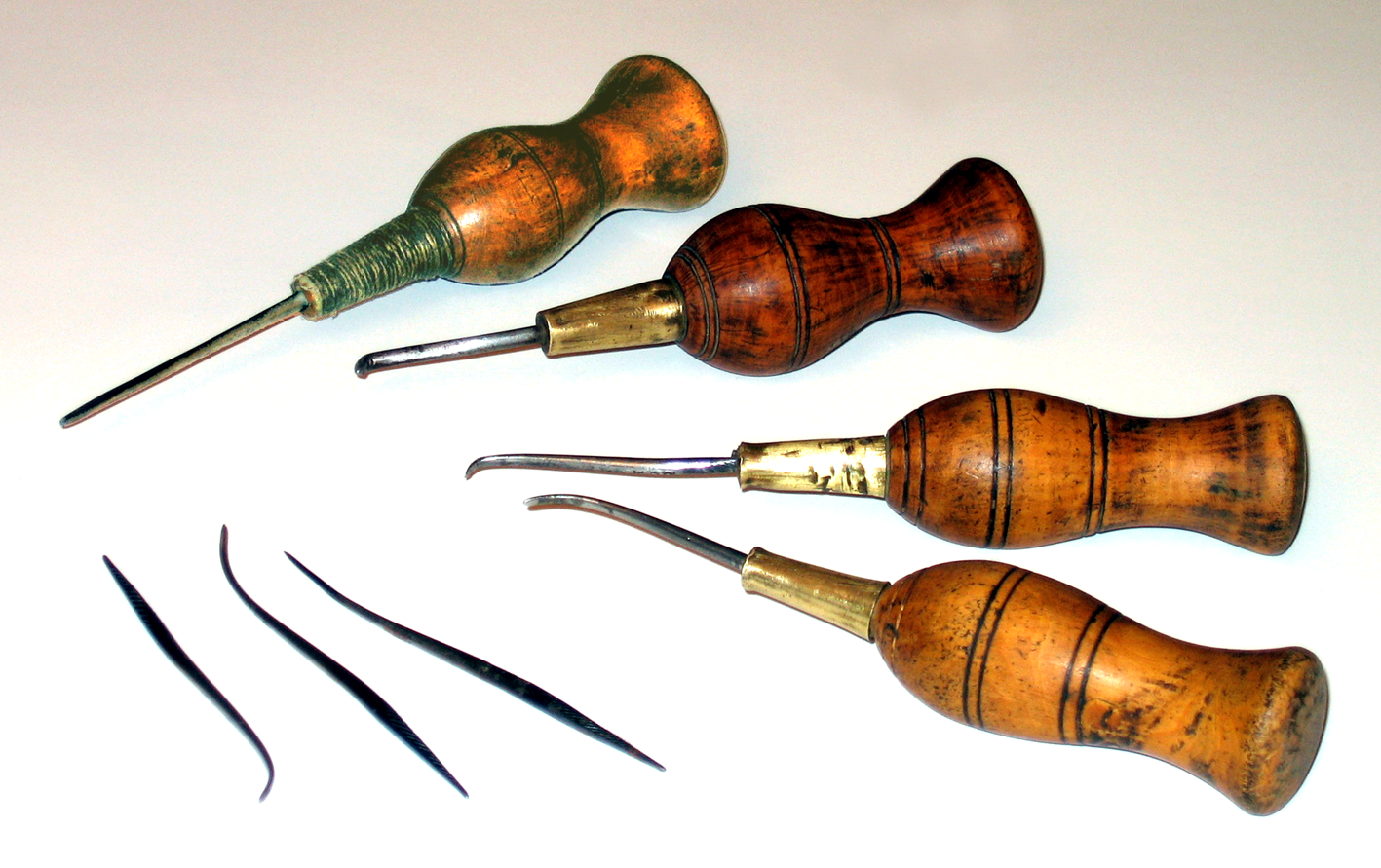
Инструменты, применяемые при гравировке

Гравировку (резьбу) применяют при работе с тяжелыми, плотными кожами (шора, чепрак, реже — юфть). Делается это так — на лицевую поверхность размоченной кожи с помощью резака наносят рисунок. Затем дорожником или штихелем (или любым металлическим предметом продолговатой формы) прорези расширяют и заполняют акриловой краской. При высыхании контурный рисунок сохраняет свою чёткость, а линии — толщину. Другой способ заключается в том, что вместо дорожника используется пирограф. В этом случае цвет и толщина линий, а также глубина гравировки регулируется изменением степени накала иглы пирографа.

### Аппликация
Аппликация в кожевенном деле — наклеивание или пришивание кусочков кож на изделие. В зависимости от того, какое изделие декорируется, несколько различаются способы аппликации. Так, при отделке предметов одежды элементы декора выполняют из тонких кож (опоек, шевро, велюр) и пришивают к основе. При создании панно, изготовлении бутылей или сувениров фрагменты аппликации могут быть выполнены из любых видов кож и наклеены на основу. В отличие от интарсии при аппликации допустимо соединение элементов «внахлёст».

### Интарсия
Интарсия — по сути, то же, что инкрустация или мозаика: фрагменты изображения монтируются «стык-в-стык». Интарсию выполняют на текстильной или деревянной основе. В зависимости от этого выбирают сорта кож. При работе с текстильной основой используют тонкие пластичные кожи (опоек, шевро, велюр и тонкую юфть), а при работе на доске — тяжелые (шора, чепрак). Для достижения надлежащего качества по предварительному эскизу выполняют точные лекала всех фрагментов композиции. Затем по этим лекалам из предварительно окрашенных кож вырезают элементы и наклеивают на основу при помощи костного клея или эмульсии ПВА. Техника интарсии применяется в основном для создания настенных панно, но в сочетании с другими приемами может использоваться при изготовлении бутылей, сувениров, декорировании мебели.
Кроме того, кожу можно расписывать, её можно формовать, придавая любую форму и рельеф (при помощи размачивания, проклеивания, наполнения).